# Muscle longitudinal supérieur de la langue
Le muscle longitudinal supérieur de la langue (ou muscle lingual supérieur ou muscle superficiel de la langue) est un muscle intrinsèque de la langue.

## Description
Le muscle longitudinal supérieur de la langue est un muscle strié viscéral qui forme une fine couche de fibres obliques et longitudinales sous-jacentes immédiatement à la membrane muqueuse du dos de la langue.

## Origine
Le muscle longitudinal supérieur de la langue nait de la couche fibreuse sous-muqueuse de la langue près de l'épiglotte et du septum fibreux médian de la langue.

## Trajet
Les fibres musculaires se dirigent vers l'avant en recouvrant toute la face dorsale de la langue.

## Insertion
Le muscle longitudinal supérieur de la langue se termine dans la zone profonde de la muqueuse de la langue.

## Innervation
Le muscle longitudinal supérieur de la langue est innervé par un rameau du nerf hypoglosse (XII).

## Action
Le muscle longitudinal supérieur provoque l'abaissement et le raccourcissement de la langue.